# Erzähltes Leben
Erzähltes Leben war die Biographische Reihe der Schallplattenmarke Deutsche Grammophon in der ersten Hälfte der 1960er Jahre und neben dem literarischen Archiv und der Reihe Für die Jugend die dritte große Schallplattenreihe der Firma, die in der Mehrzahl im weitesten Sinne literarische Sprachaufnahmen veröffentlichte.

## Selbstporträts großer Persönlichkeiten
Sie gab Ausnahmekünstlern verschiedener Sparten Gelegenheit, in Zusammenarbeit mit der DG ihr Leben für die Schallplatte zu porträtieren. Ein Selbstporträt war so auch der Untertitel einer jeden Veröffentlichung, die als Haupttitel immer den Namen der ihr Leben erzählenden Persönlichkeit trug. Der auf den Aufnahmen von den Künstlern selbst gesprochene Text, basierte auf Originalskripten für die Reihe. Zwischen ihren einzelnen Abschnitten wurde die autobiographische Erzählung durch eine sorgfältige Auswahl von Musik- und Tondokumenten zum einen aufgelockert, aber auch illustriert (so z. B. bei den großen Musikern).

## Schallplattenreihe
Jede Schallplatte Erzähltes Leben erschien im aufwändigen Gatefold-Cover – Titelblatt im Wesentlichen silbergrau gehalten mit mittigem Porträtfoto des Biografierten – mit integriertem Beiheft auf hochglänzendem Papier, welches stets ein fachliches Vorwort des Journalisten und Schriftstellers Josef Müller-Marein sowie von ihm kommentierte großformatige Fotos aus dem Schaffen des Porträtierten enthielt. Die Platte selbst trug das gleiche gelbfarbene Label, welches auch die klassischen Musikproduktionen der Firma zu dieser Zeit trugen.

### Redaktionell Beteiligte
Für die künstlerische Gestaltung und Leitung aller Ausgaben zeichnete der Redakteur Hannes Reinhardt, der auch als Filmemacher tätig war, verantwortlich. Er und Müller-Marein setzten bei ihrer Arbeit an der Reihe die Schwerpunkte auf den Menschen hinter dem Künstler, Erinnerungen an sein privates Umfeld, an Menschen und Ereignisse, bestimmte Ideen und Einstellungen, die für ihn und sein Werk entscheidend waren.
Reinhardt und Müller-Marein hatten zuvor bereits gemeinsam zahlreiche musikalische Selbstporträts für das Radio aufbereitet, allerdings ausschließlich von Musikern. Sie galten auch aufgrund einer umfangreichen Buchveröffentlichung Das musikalische Selbstporträt als Spezialisten des Genres.

### Porträtierte Persönlichkeiten
Innerhalb der Platten-Reihe gaben u. a. so unterschiedliche Persönlichkeiten wie Karl Böhm, Ernst Deutsch, Dietrich Fischer-Dieskau, Ferenc Fricsay, Tilla Durieux, Willy Haas, Eugen Jochum, Daniel-Henry Kahnweiler, Oskar Kokoschka, Bernhard Paumgartner, Irmgard Seefried, Rita Streich oder Carl Zuckmayer Selbstzeugnisse ab.

## Wirkung
Einige Aufnahmen dieser Reihe wurden bis heute nicht wieder neu aufgelegt.
Hannes Reinhardt produzierte seine Selbstporträts, nachdem Erzähltes Leben bei der Deutschen Grammophon nicht fortgesetzt wurde, auch für das Fernsehen, so die oft wiederholte Sendung Karl Jaspers – Ein Selbstporträt (Erstsendung: 1966).
Eine vom Hessischen Rundfunk ab 1981 für den Hörfunk produzierte Sendereihe gleichen Namens hat ansonsten keine Verbindung zu der hier beschriebenen Sprechplattenreihe Erzähltes Leben.